# London Necropolis Railway
London Necropolis Railway – linia kolejowa w południowej Anglii, czynna w okresie 1854–1941, obsługiwana przez London Necropolis Company do przewozu zmarłych i żałobników między Londynem a cmentarzem Brookwood Cemetery. 

## Historia

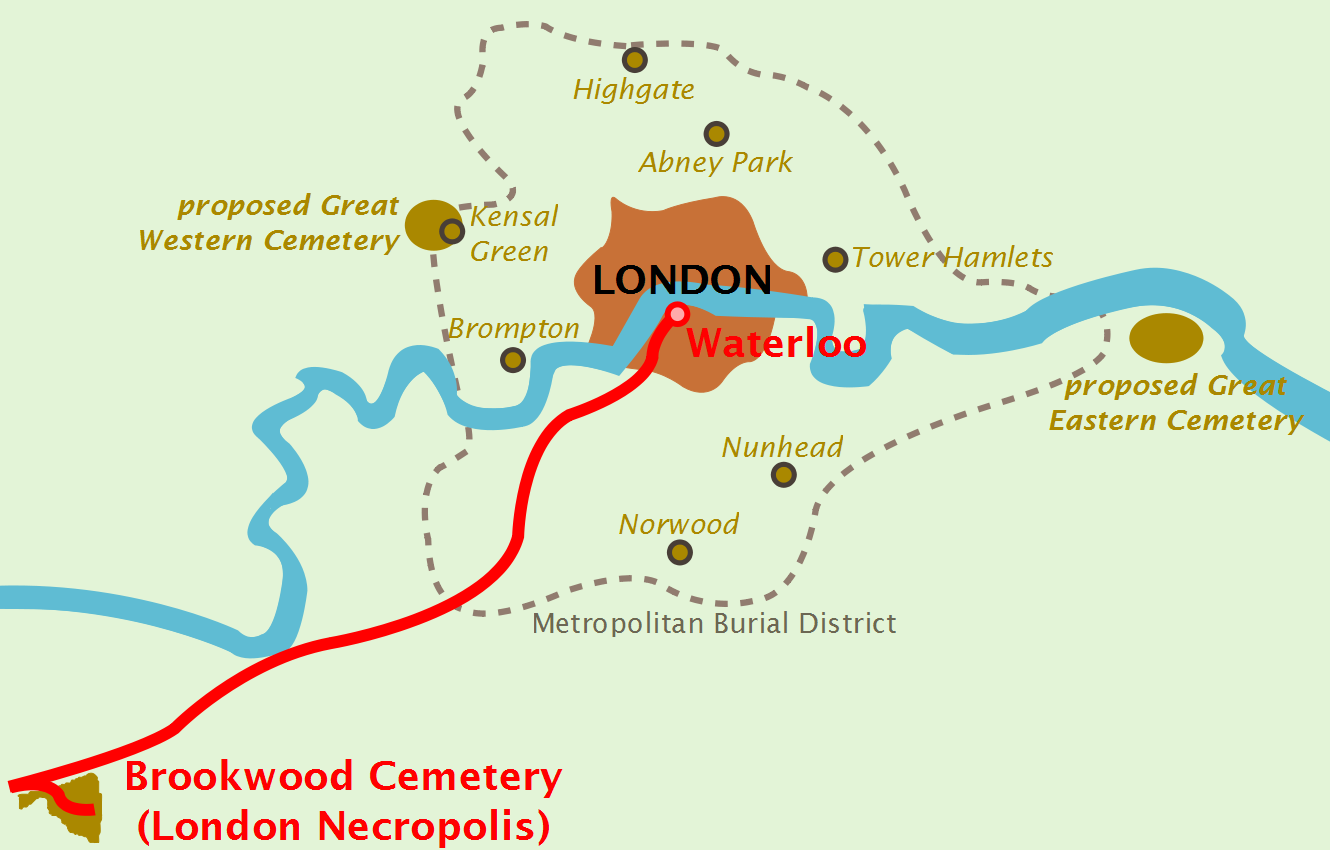
Mapa z proponowanymi rozwiązaniami kryzysu pochówkowego, w tym założenia jednego dużego cmentarza na tyle daleko od londyńskiej metropolii, aby nigdy nie był dotknięty rozwojem przestrzennym miasta i do którego można było dojechać koleją

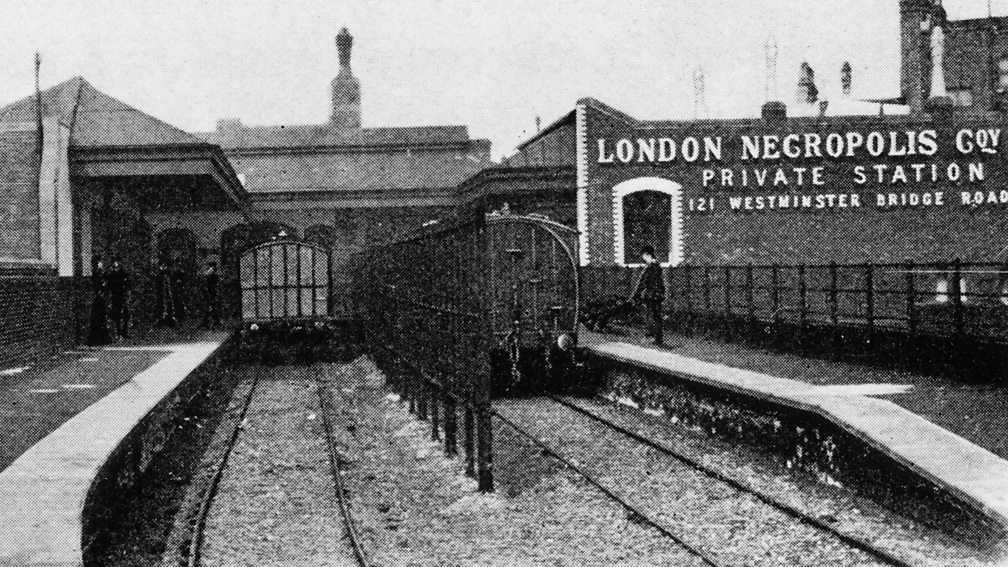
Stacja London Necropolis Railway w Waterloo w 1890 roku

Londyn w XIX wieku rozwijał się w bardzo szybkim tempie, a liczba ludności miasta w 1851 roku osiągnęła poziom 2,5 mln. W tym okresie zmarłych londyńczyków chowano na miejskich cmentarzach, lecz brakowało już miejsc do kolejnych pochówków. Problem ten spotęgowała epidemia cholery, która przetoczyła się przez Londyn pomiędzy 1846 a 1849 rokiem, w wyniku której zginęło 14 601 mieszkańców.
Brytyjski parlament w 1851 roku przyjął ustawę o pochówkach na obszarze metropolii. Zachęcano też prywatne przedsiębiorstwa do otwarcie szeregu wielkich cmentarzy daleko od centrum Londynu. W lipcu 1852 roku powstała spółka London Necropolis and National Mausoleum Company, która dwa lata później otworzyła największy wówczas cmentarz na świecie – Brookwood.
Odległość pomiędzy Londynem a Brookwood wynosząca 37 km oznaczała, że podróż wozu pogrzebowego zaprzężonego w konie i przemieszczającego się w pogrzebowym tempie mogła zająć do 12 godzin, dlatego konieczny był lepszy sposób dotarcia do tego miejsca, a bezpośrednio wzdłuż granicy cmentarza przebiegała linia kolejowa South Western Main Line.
W czerwcu 1854 roku firma London Necropolis Company rozpoczęła budowę budynku stacji przy stacji Waterloo Bridge, na działce pomiędzy Westminster Bridge a York Street (współcześnie Leake Street). W październiku stacja cmentarna była już ukończona, a pierwszy kurs pociągu pogrzebowego odbył się w listopadzie 1854 roku.
Stacja kolejowa w Waterloo znacznie się rozwinęła w ciągu pięćdziesięciu lat działalności London Necropolis Railway, dlatego spółce London and South Western Railway zależało na jej rozbudowie. Przestrzeń zajmowana przez kolej cmentarną po północnej stronie stacji blokowała wzrost liczby linii kolejowych do Waterloo, dlatego London and South Western Railway zaproponowało nową siedzibę dla London Necropolis Railway. Nową stację przy Westminster Bridge Road oddano do użytku w 1902 roku. 

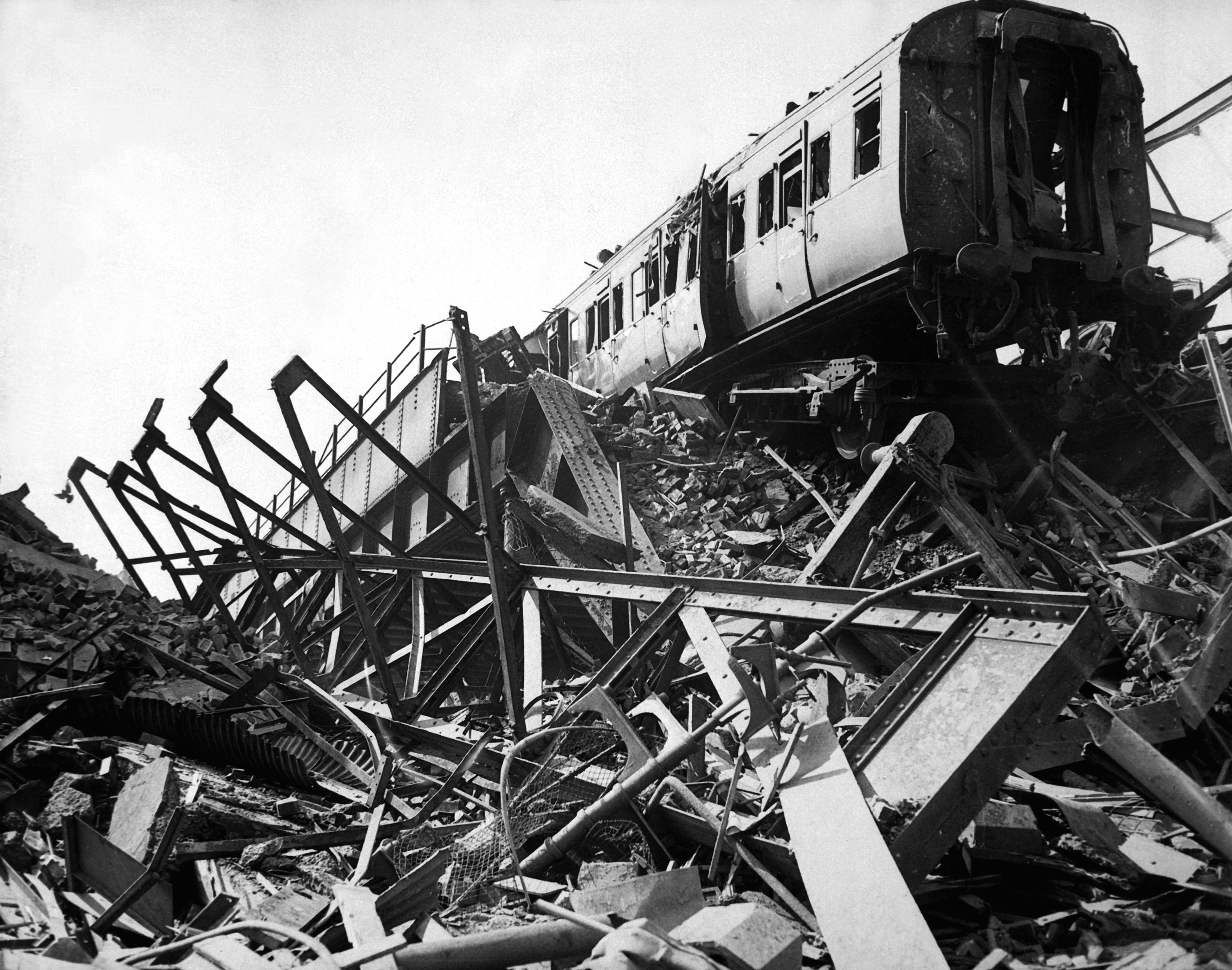
Stacja kolei cmentarnej w Waterloo po niemieckim nalocie w 1941 roku

Pociągi pierwotnie kursowały siedem dni w tygodniu, lecz z biegiem lat spadał na nie popyt. W 1902 roku zawieszono regularne połączenia, a pociąg kursował tylko na zamówienie. W latach 30. XX wieku pociągi rzadko kursowały częściej niż dwa razy w tygodniu.  
Linia London Necropolis Railway funkcjonowała do okresu II wojny światowej, gdy w nocy z 16 na 17 kwietnia 1941 roku w czasie jednego z ostatnich większych nalotów na Londyn na stację w Waterloo spadło wiele bomb zapalających i burzących zrzuconych przez niemiecki Luftwaffe. Ocalały budynki biurowe i perony, lecz zniszczeniu uległy warsztat, chapelle ardente, wspólna poczekalnia i cały tabor składowany na bocznicy stacji. 11 maja 1941 roku Southern Railway oficjalnie ogłosiła zamknięcie stacji. Ostatni pociąg przed niemieckim nalotem przejechał trasę 11 kwietnia 1941 roku. Część stacji końcowej związane z koleją cmentarną zostały przekazane Southern Railway, a biurowiec został sprzedany British Humane Association w 1947 roku. 
Po linii London Necropolis Railway pozostał m.in. budynek stacji przy Westminster Bridge Road jako Westminster Bridge House czy podtorza i perony na cmentarzu Brookwood. Dodatkowo celem upamiętnienia kolei cmentarnej, National Rail zainstalowało odcinek torów na terenie Brookwood.

## Infrastruktura i przewozy

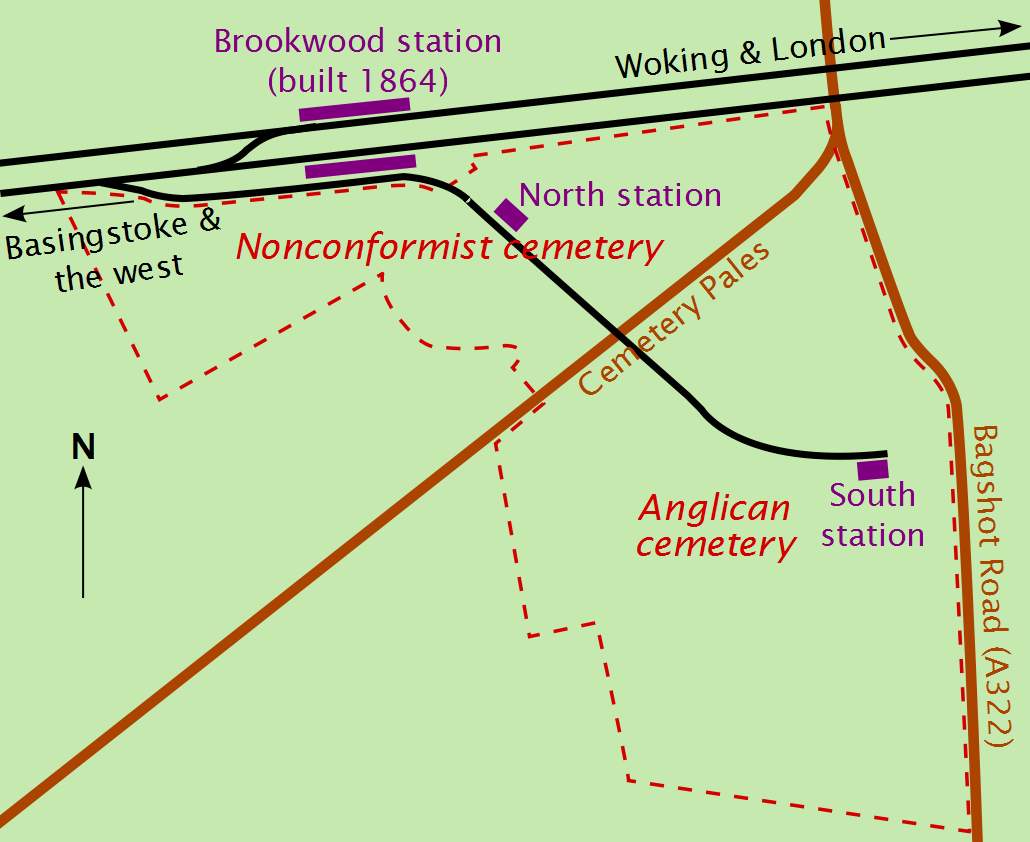
Schemat cmentarza Brookwood i odgałęzienia kolejowego w momencie jego otwarcia

Pociągi London Necropolis Railway były osobną usługą, z własnymi wagonami i rozkładem jazdy z obawy London and South Western Railway o porzucenie kolei przez pasażerów, którzy mieli podróżować tymi samymi wagonami, które wcześniej miały być częścią pociągu cmentarnego. Pojawiły się także głosy sprzeciwu o charakterze społecznym i religijnym, stąd też zdecydowano o utworzeniu sześciu klas, zarówno dla żywych, jak i umarłych pasażerów. 
Pociąg cmentarny był zestawiony z parowozu, wagonów do przewozu trumien oraz wagonów dla żałobników. Pociągi pierwotnie kursowały siedem dni w tygodniu. O 11:35 (w niedzielę o 11:20) odjeżdżał z Londynu do Brookwood i docierał do celu nieco po 12:20. Podróż powrotna rozpoczynała się o godzinie 14:15 i trwała około godziny. W szczytowym okresie funkcjonowania linii przewożono na niej około 2000 zmarłych rocznie. 
Pierwotnie biura, kostnica i kaplice London Necropolis Railway znajdowały się przy stacji Waterloo Bridge (od 1886 roku Waterloo), a od 1902 roku, na południe od istniejącej wówczas bocznej stacji, przy Westminster Bridge Road. W nowym budynku znajdowały się poczekalnie, kostnice, magazyny i warsztaty, a także chapelle ardente z dębową boazerią. 
Po opuszczeniu stacji Waterloo pociągi London Necropolis Company przejeżdżały 37 km do Brookwood prawie w całości po istniejącej linii kolejowej obok Richmond Park i Hampton Court, a następnie były kierowane na cmentarz specjalnie zbudowanymi odgałęzieniem. Na cmentarzu Brookwood funkcjonowały dwie stacje: południowa służąca członkom Kościoła anglikańskiego i północna służąca pozostałym osobom, które odzwierciedlały konwencjonalną architekturę kolejową tamtego okresu. 

## Galeria

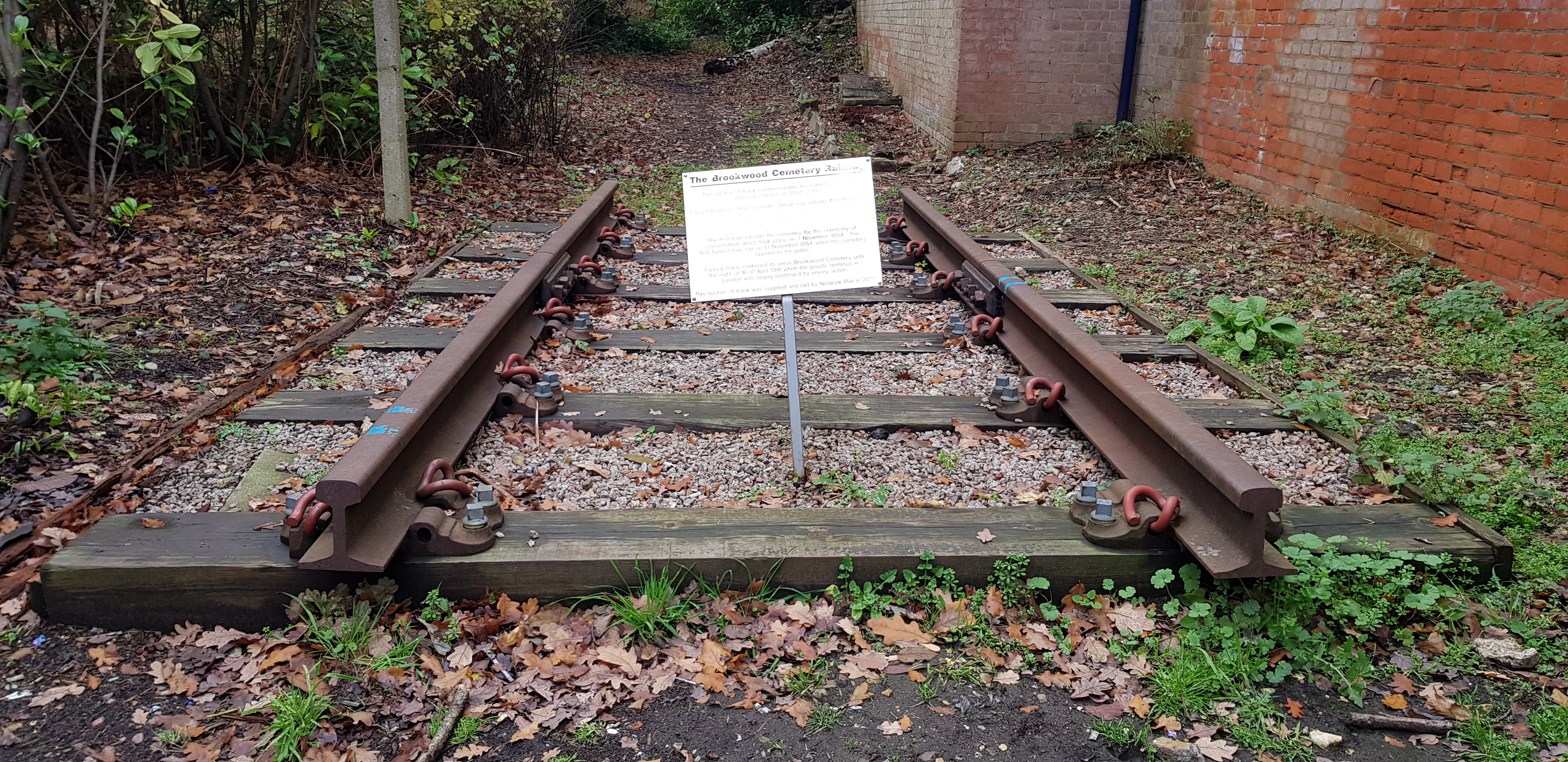
Pamiątkowy odcinek torów kolei cmentarnej na terenie Brookwood
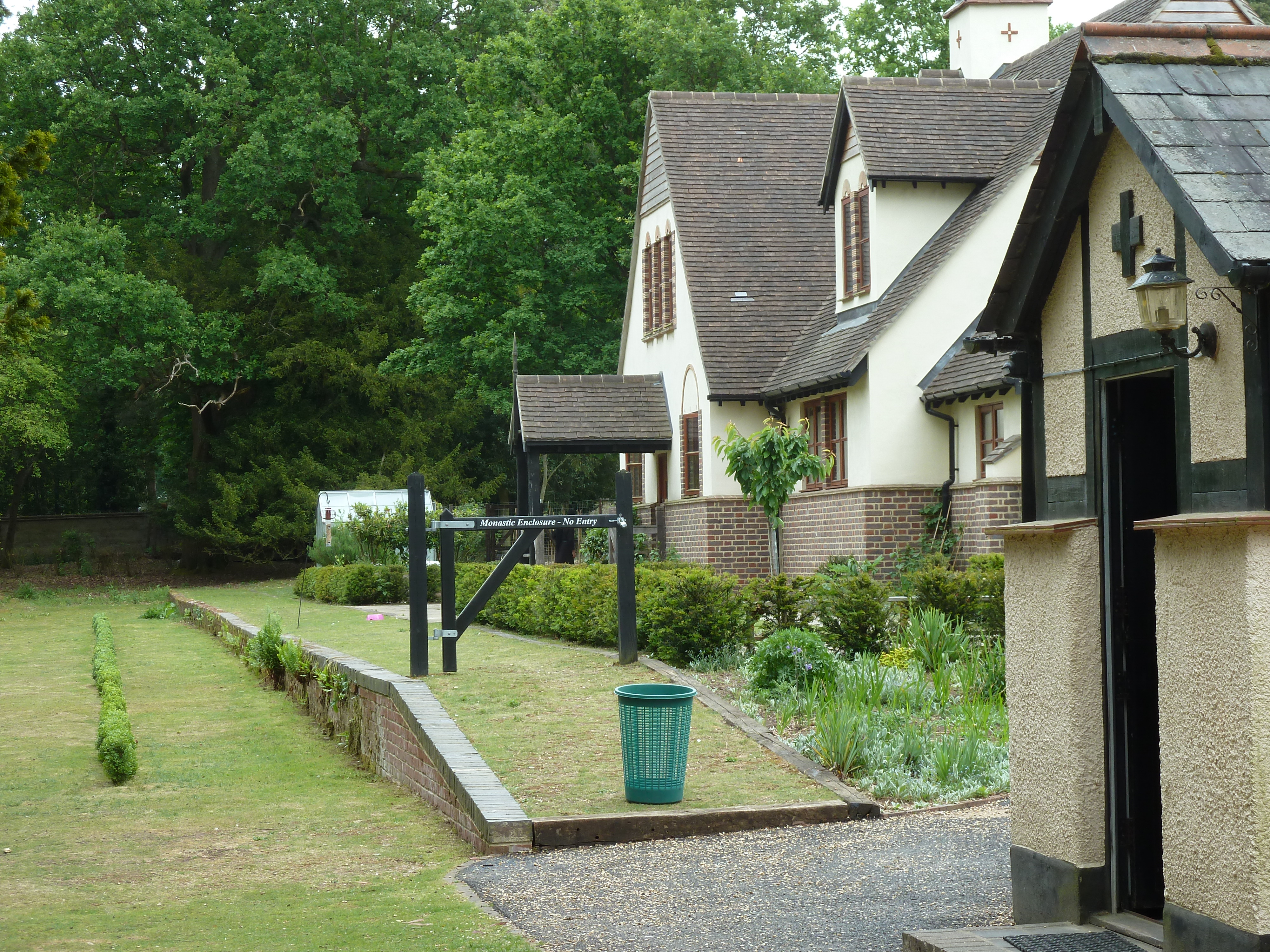
Pozostałości stacji kolejowej Brookwood Cemetery South
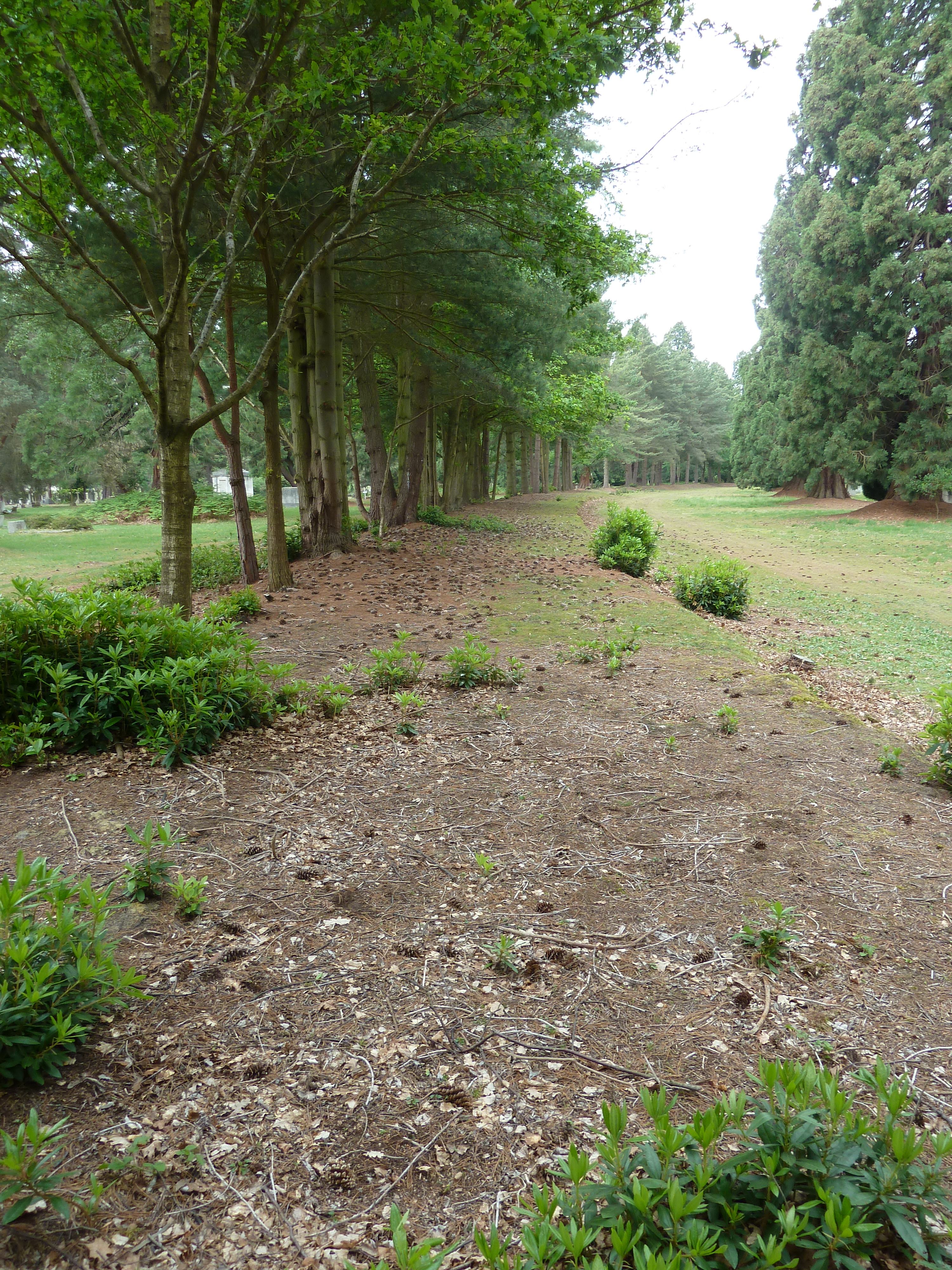
Nasyp zlikwidowanej linii kolejowej na cmentarzu Brookwood
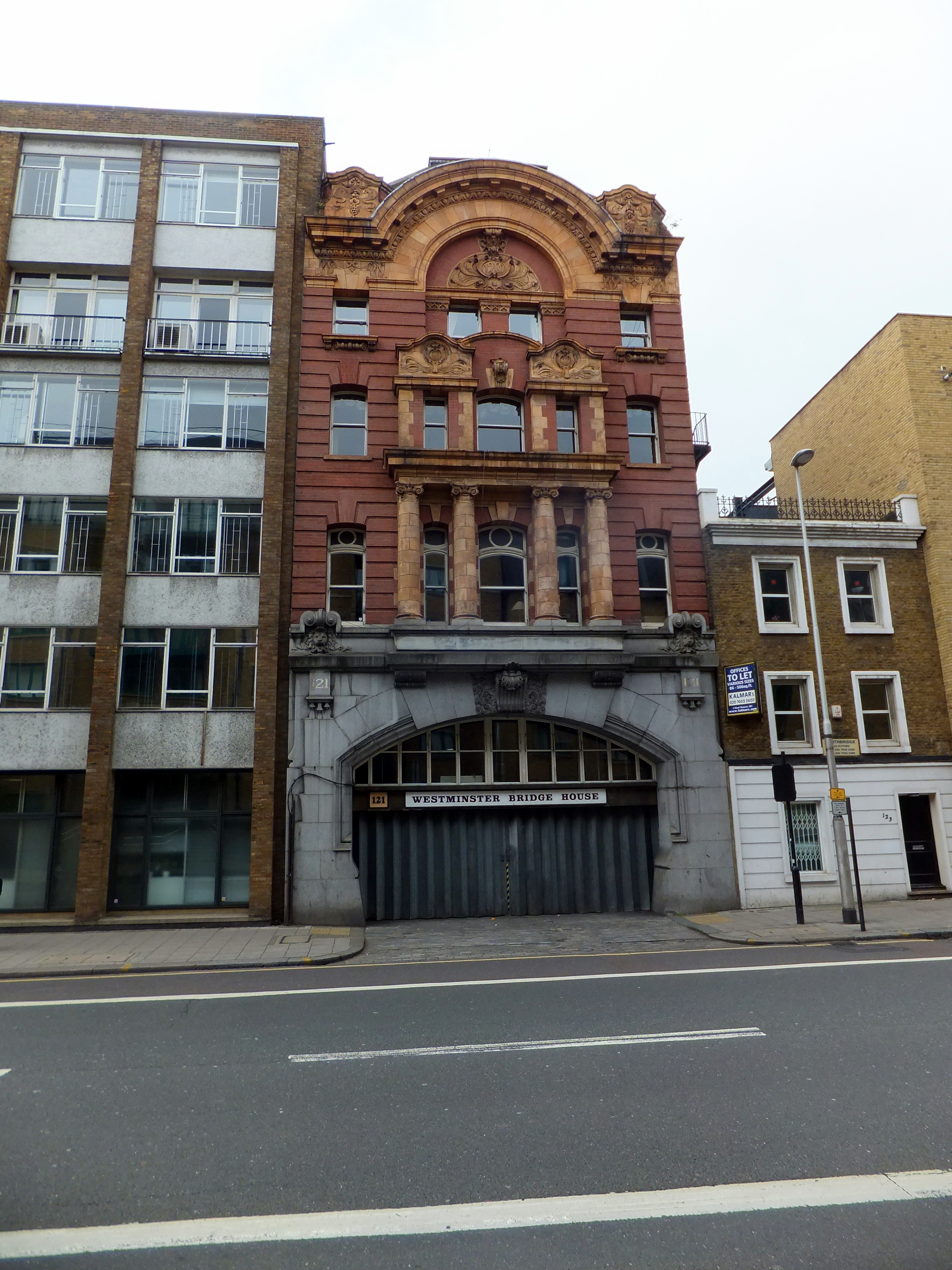
Westminster Bridge House – pierwotnie budynek biurowy LNC z 1902 roku